# Station Turckheim
Station Turckheim is een spoorwegstation in de Franse gemeente Turckheim.